# Yves Jacques

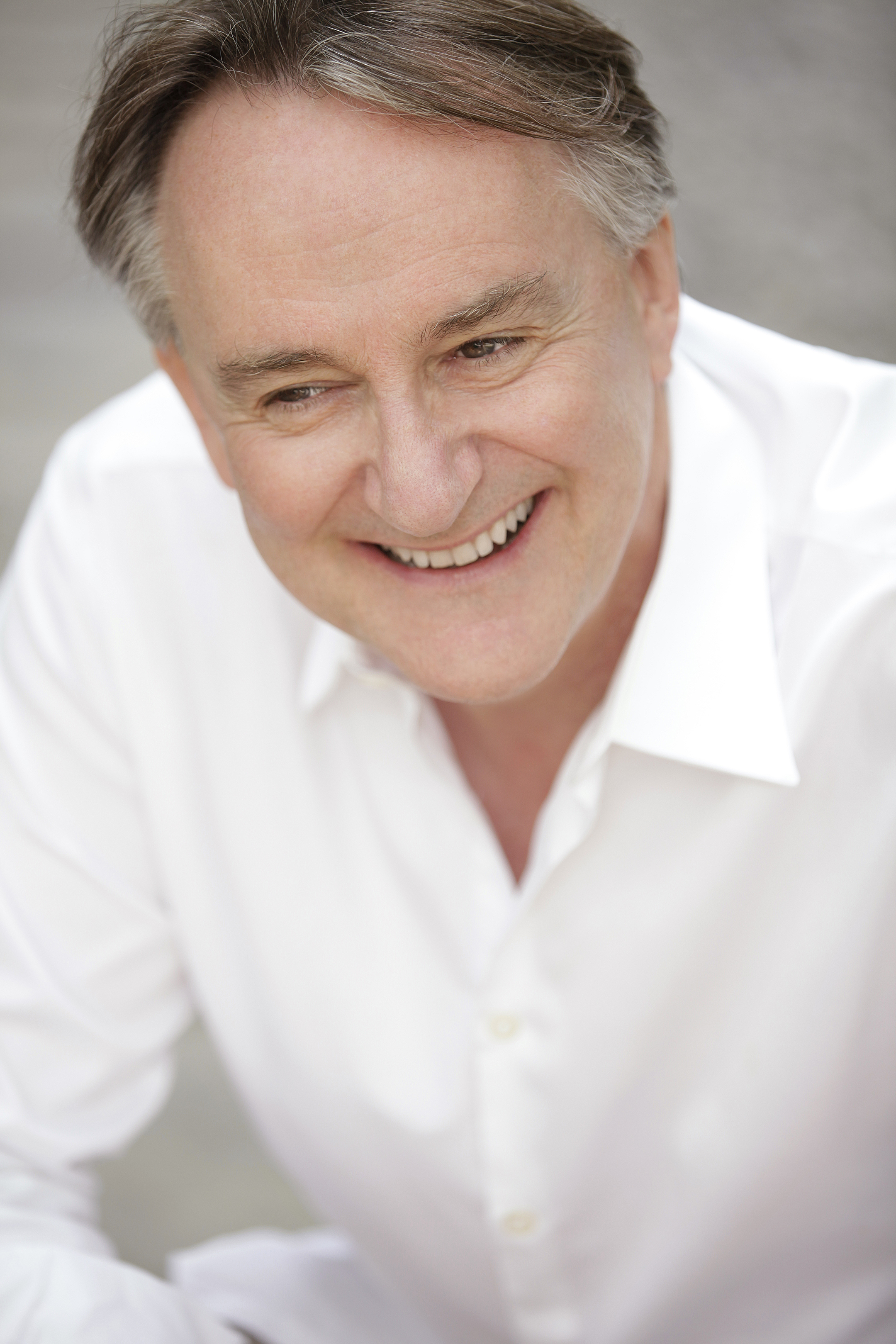

Yves Jacques (nació el 10 de mayo de 1956 en la ciudad de Quebec, Quebec, Canadá) es un actor quebequés.

## Biografía
Desde 2001, ha recorrido el mundo en dos shows por Robert Lepage, La face cachée de la lune y Le Projet Andersen, donde jugó todos los roles.

## Filmografía
Cine
- 1982 : Les Yeux rouges por Yves Simoneau
- 1983 : Sonatine por Micheline Lanctôt : The Subway Station Janitor
- 1984 : Le Crime d'Ovide Plouffe por Denys Arcand : Bob
- 1985 : Hold-Up por Alexandre Arcady : Rehén 400 S
- 1986 : Le Déclin de l'empire américain por Denys Arcand : Claude
- 1989 : Jésus de Montréal por Denys Arcand : Richard Cardinal
- 1990 : Ding et Dong : le film por Alain Chartrand : Jigi
- 1990 : Miléna Nova Tremblay por Claude Désorcy
- 1991 : Milena por Véra Belmont : Max Brod
- 1993 : Trois femmes un amour por Robert Favreau
- 1994 : Song of the Thin Man por Gabriel Pelletier : Simon Claveau
- 1994 : Louis 19, le roi des ondes (Reality Show) por Michel Poulette : Michel Gobeil
- 1995 : Alfred por Vilgot Sjöman : Georges Fehrenbach
- 1998 : Michael Kael contre la World News Company por Christophe Smith : Charles Robert
- 1998 : Class Trip por Claude Miller : El visitante
- 1999 : Souvenirs intimes por Jean Beaudin : Mortimer
- 1999 : La Chambre des magiciennes por Claude Miller : D. Fish (telefilm exhibido en cines)
- 1999 : La Veuve de Saint-Pierre por Patrice Leconte : El contraalmirante
- 2000 : La Vie après l'amour por Gabriel Pelletier : Doctor Bilodeau
- 2000 : Requiem contre un plafond por Jeremy Peter Allen : El desesperado
- 2001 : Nuit de noces por Émile Gaudreault : Bernard
- 2001 : Betty Fisher et autres histoires por Claude Miller : René el canadiense
- 2002 : Le Collectionneur por Jean Beaudin : François Berger / Babette Brown
- 2002 : Séraphin: un homme et son péché por Charles Binamé : Notario Le Potiron
- 2003 : Les Invasions barbares por Denys Arcand : Claude
- 2003 : La Petite Lili por Claude Miller : Serge
- 2004 : Ordo : Richard Féraud
- 2004 : The Aviator por Martin Scorsese : Un sirviente
- 2005 : La Petite Chartreuse : Baldi
- 2005 : Je préfère qu'on reste amis... por Olivier Nakache y Eric Toledano : Germain
- 2005 : Aurore por Luc Dionne : Curé Leduc
- 2005 : Désaccord parfait por Antoine de Caunes : El doctor Trudeau
- 2006 : Un secret por Claude Miller : Georges
- 2007 : 48 heures par jour por Catherine Castel : Arnaud
- 2009 : Je vais te manquer por Amanda Sthers
- 2011 : French Immersion por Kevin Tierney
- 2011 : Voyez comme ils dansent
- 2012 : Laurence Anyways
- 2013 : Guillaume y los chicos, ¡a la mesa!

Cortometrajes
- 2001 : Via Crucis por Serge Denoncourt
- 2001 : Requiem contre un plafond por Jeremy Peter Allen
- 2007 : Silence ! on voudrait bien s'aimer por Alain Minot

Televisión
- 1980 : Boogie-woogie 47 (serie de TV) : Denis St-Cyr
- 1983 : Poivre et sel (serie de TV) : Pierrot Séguin
- 1993 : La Voyageuse du soir (TV) : Arthur
- 1994 : Jalna (caricatura de TV)
- 1994 : Baldipata por Michel Lang
- 1995 : V'la l'cinéma ou le roman de Charles Pathé (TV) : René Lampin
- 1995 : Belle Époque (caricatura de TV) : Augustin
- 1997 : Ces enfants d'ailleurs (serie de TV) : Jan Pawlowski / Jean Aucoin
- 1997 : Bob Million por Michaël Perrotta : Bob Million
- 1998 : Changement de cap (TV) : Cariou
- 1999 : Three Seasons (TV) : Henry
- 1999 : La Soirée des Jutras (TV) : EmCee
- 2000 : La Soirée des Jutras (TV) : Host
- 2001 : Thérèse et Léon (TV) : Marcel Bouchard
- 2001 : L'Aîné des Ferchaux (TV) por Bernard Stora : Me Jacquin
- 2002 : Napoléon (caricatura de TV) : Lucien
- 2004 : H2O (TV) : Marcel Coté, primer ministro de Quebec
- 2005 : L'État de Grace por Pascal Chaumeil : Bertrand Saint-Amor
- 2006 : Mafiosa por Louis Choquette : Zamponi

## Música
En 1981, fue cantante y compositor de la canción On ne peut pas tous être pauvres (basado en la música de Pierre Gagnon), y produjo el video musical, que fue el primer video musical quebequés.